# Thibault d'Heilly
Thibault d'Heilly ( † 30 avril 1204) était un prélat catholique qui fut évêque d'Amiens de 1169 à 1204.

## Biographie

### Famille
Thibault d'Heilly est issu d'une famille de la noblesse picarde, originaire d'Heilly, près de Corbie. Son père puis son frère Thibaud furent seigneurs d'Heilly.
Il était parent de Guillaume aux Blanches Mains, cardinal-archevêque de Reims, oncle du roi Philippe Auguste. Son frère Raoul était archidiacre de Ponthieu et son neveu, Raoul d'Heilly, doyen du chapitre cathédral d'Amiens.

### Carrière ecclésiastique
Cet entourage familial lui permit d'être archidiacre puis évêque d'Amiens en 1169. Il devint conseiller de Philippe Auguste.
En 1178, il assista au concile de Latran III, présidé par le pape Alexandre III, réuni pour lutter contre les Vaudois, les Albigeois et schismatiques.
En 1185, après la mort d'Élisabeth de Vermandois, épouse de Philippe d'Alsace, comte de Flandre, décédée sans postérité, la ville d'Amiens, dont elle était pour partie seigneur, fut réunie à la couronne, l'évêque abandonnant ses droits sur la ville au roi.
À sa mort, il fut inhumé dans l'abbaye Saint-Martin-aux-Jumeaux d'Amiens.